# Mesoplodon eueu
Mesoplodon eueu — кит середнього розміру з роду Mesoplodon. Назва виду, eueu, на квейській мові означає «велика риба», оскільки більшість цих китів походить з койсанських територій в Південній Африці.
Голотип — 5-метрова вагітна самиця, яка викинулася на берег у 2011 році в Новій Зеландії. Спочатку вважалося, що вона є Mesoplodon mirus, але подальші дослідження підтвердили, що вона генетично та морфологічно відрізняється.